# エルネスト・ブラン
エルネスト・ブラン（Ernest Blanc, 1923年11月1日 - 2010年12月22日）は、フランスのバリトン歌手。清々しく豊麗な美声、気品溢れる歌唱で戦後のフランスを代表する歌手として活躍した。
サナリー＝シュル＝メールに生まれ、1946年から1949年までトゥーロンの音楽学校で学ぶ。1950年、マルセイユにて『道化師』のトニオでデビューする。その後、フランス各地でフランス・イタリアオペラの役柄を歌った。1954年、パリのガルニエ宮でリゴレットを歌いデビューする。25年間にわたってラモー、モーツァルト、グノー、ビゼー、マスネ、ヴェルディ、プッチーニなどの広いレパートリーを歌い、オペラ＝コミック座、エクサン・プロヴァンス音楽祭にも出演した。
1958年のバイロイト音楽祭出演後、活躍の舞台を世界に広げ、ミラノのスカラ座、ロンドンのロイヤル・オペラ・ハウス、グラインドボーン音楽祭、ウィーン国立歌劇場、ザルツブルク音楽祭、ブリュッセルのモネ劇場、ジュネーヴ大劇場、モンテカルロ歌劇場、リスボンのサン・カルルシュ国立劇場、バルセロナのリセウ大劇場、ベルリン国立歌劇場などで歌った。米国のシカゴ・リリック・オペラやサンフランシスコ・オペラ、ブエノスアイレスのテアトロ・コロンなどでも成功を収めた。
代表的な役としては、モーツァルトの『ドン・ジョヴァンニ』、ヴァランタン（グノーの『ファウスト』）、ズルガ（ビゼーの『真珠採り』）、エスカミーリョ（ビゼーの『カルメン』）、ゴロー（ドビュッシーの『ペレアスとメリザンド』）、ジェルモン（ヴェルディの『椿姫』）、レナート（同『仮面舞踏会』）、アモナスロ（同『アイーダ』）、スカルピア（プッチーニの『トスカ』）、リッカルド（ベッリーニの『清教徒』。ジョーン・サザーランドと組んだ）、アルフォンゾ11世（ドニゼッティの『ラ・ファヴォリータ』）、ヴォルフラム・フォン・エッシェンバッハ（ワーグナーの『タンホイザー』）、フリードリヒ・フォン・テルラムント（同『ローエングリン』）などがある。
引退後は、パリで後進の指導にあたった。2010年、生地のサナリー＝シュル＝メールで死去した。